# Cúrling als Jocs Olímpics d'hivern de 2010
Als Jocs Olímpics d'Hivern de 2010 celebrats a la ciutat de Vancouver (Canadà) es disputaren dues proves de cúrling, una en categoria masculina i una altra en categoria femenina.
La competició se celebrà entre els dies 16 i 27 de febrer de 2010 a les instal·lacions del Centre Olímpic/Paralímpic de Vancouver.

## Comitès participants

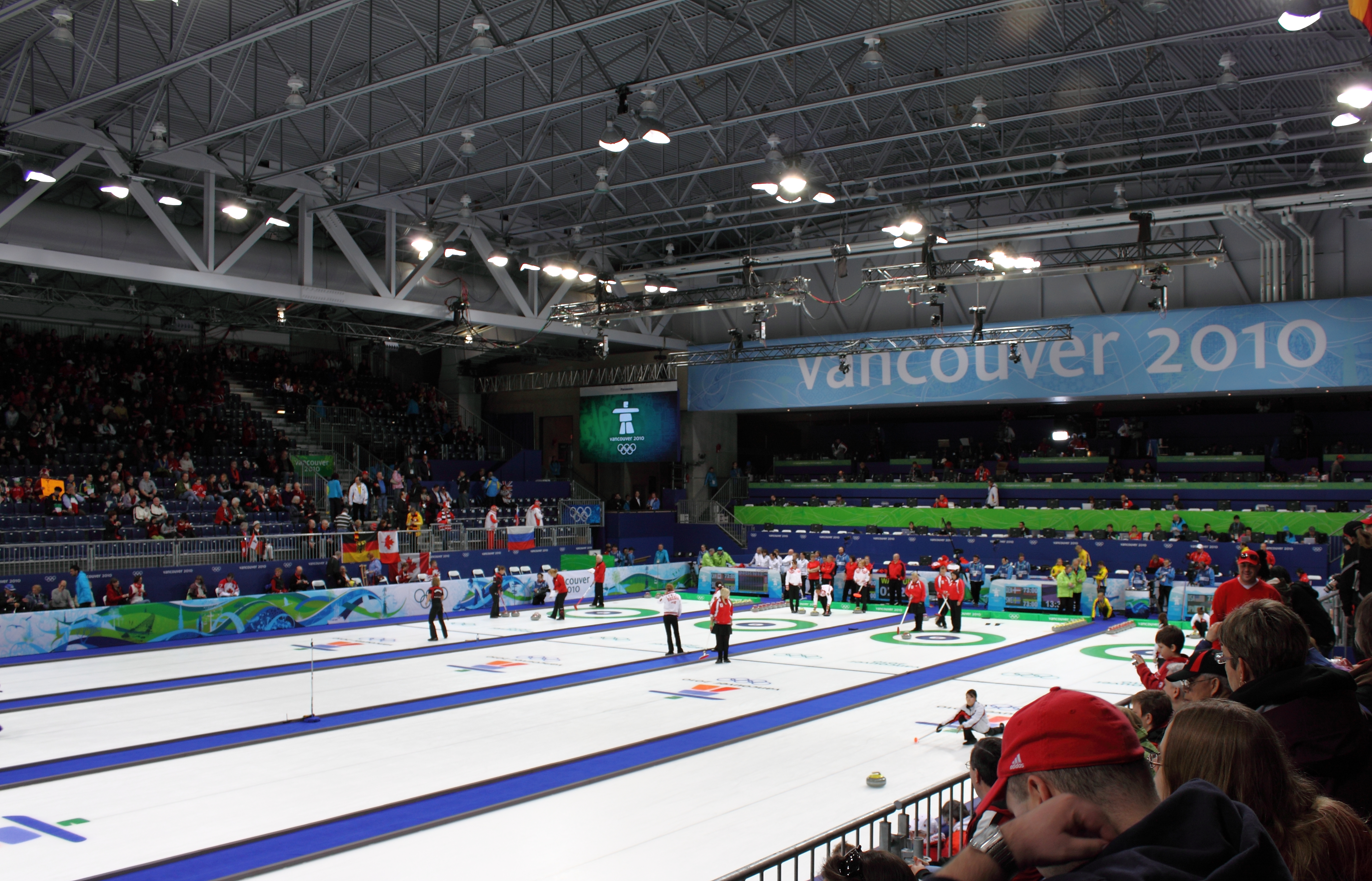
Visió de la competició durant els Jocs.

Hi participaren un total de 93 jugadors, entre ells 47 homes i 46 dones, de 12 comitès nacionals diferents.
| - Alemanya (5+5) - Canadà (5+5) - Dinamarca (5+5) - Estats Units (5+5) - França (5+0) - Japó (0+5) |  | - Noruega (5+0) - Regne Unit (5+5) - Rússia (0+5) - Suècia (5+5) - Suïssa (5+5) - R.P. de la Xina (5+5) |

## Resum de medalles
| Prova           | Or                                                                                    | Argent                                                                                       | Bronze                                                                          |
| Prova masculina | Canadà Kevin Martin · John Morris · Marc Kennedy · Ben Hebert · Adam Enright          | Noruega Thomas Ulsrud · Torger Nergård · Christoffer Svae · Håvard Petersson · Thomas Løvold | Suïssa Ralph Stöckli · Jan Hauser · Markus Eggler · Simon Strübin · Toni Müller |
| Prova femenina  | Suècia Anette Norberg · Eva Lund · Cathrine Lindahl · Anna Le Moine · Kajsa Bergström | Canadà Cheryl Bernard · Susan O'Connor · Carolyn Darbyshire · Cori Bartel · Kristie Moore    | R.P. de la Xina Wang Bingyu · Liu Yin · Yue Qingshuang · Zhou Yan · Liu Jinli   |

## Medaller
| Posició | País            | Or | Argent | Bronze | Total |
| 1       | Canadà          | 1  | 1      | 0      | 2     |
| 2       | Suècia          | 1  | 0      | 0      | 1     |
| 3       | Noruega         | 0  | 1      | 0      | 1     |
| 4       | Suïssa          | 0  | 0      | 1      | 1     |
| 4       | R.P. de la Xina | 0  | 0      | 1      | 1     |
|         |                 |    |        |        |       |
| Total   | Total           | 2  | 2      | 2      | 6     |